# Aldo Buzzi

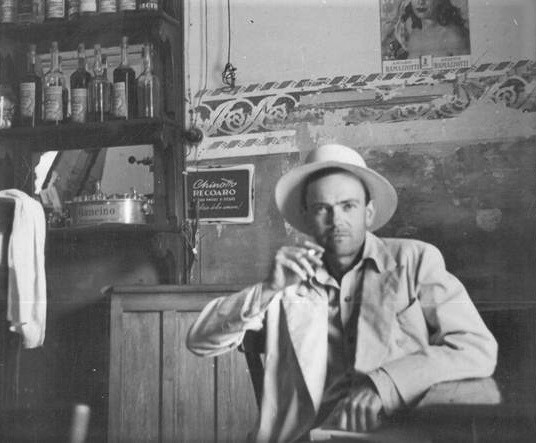
Aldo Buzzi, 1949

Aldo Buzzi (Como, 10 augustus, 1910 - Milaan, 9 oktober 2009) was een Italiaans schrijver en architect.
Buzzi studeerde architectuur in Milaan. Hij was in de eerste plaats schrijver van reis- en gastronomische boeken, maar werkte ook als architect en als assistent-regisseur en scenarioschrijver voor verscheidene productiemaatschappijen in voormalig Joegoslavië, Rome en Frankrijk. In 2002 ontving hij voor zijn verhalenbundel L'uovo alla kok de Premio Arturo Loria.

## Uitgaven
- Taccuino dell'Auto-Regista (1944)
- Quando la pantera rugge (1972)
- Piccolo diario americano, illustraties van Saul Steinberg (1974)
- L'uovo alla kok: ricette, curiosita (1979)
- Viaggio in Terra de mosche e altri viaggi (1994)
- Cechov e Sondrio (1991)
- Un debole per quasi tutto (2006)
- Parliamo d'altro (2006)

- Bibsys: 14012835
- Bibliothèque nationale de France: cb122698441 (data)
- CiNii: DA10674645
- Gemeinsame Normdatei: 124693431
- International Standard Name Identifier: 0000 0000 8078 9750
- Library of Congress Control Number: n79128932
- Nationale Bibliotheek van Tsjechië: kv2010584198
- Nationale Bibliotheek van Israël: 987007259247805171
- Nationale en Universitaire bibliotheek Zagreb: 000000592
- Nederlandse Thesaurus van Auteursnamen: 240767365
- Réseau des bibliothèques de Suisse occidentale: 02-A003062842
- Istituto Centrale per il Catalogo Unico: CFIV066230
- SNAC: w6tc1x69
- Système universitaire de documentation: 061779091
- Virtual International Authority File: 69584
- WorldCat: E39PBJfX7MgYm6kwVkFDtv7CQq